# Bublimotin
El Bublimotin, Bubli Motin, Bublimating o Pic Ladyfinger (en urdú لیڈی فنگر) és una distintiva agulla de roca de la Batura Muztagh, la serralada secundària més occidental del Karakoram, al Pakistan.
Té uns 6.000 msnm i es troba a l'aresta sud-oest del massís de l'Ultar Sar, el més sud-oriental dels grans grups de la Batura Muztagh. El massís sencer s'eleva precipitadament per sobre la vall d'Hunza a sud-est. El Bublimotin, tot i tenir una petita prominència per sobre el coll que la uneix amb el pic Hunza, destaca per ser una agulla de roca esmolada, sense gaire neu, situada entre dos pics nevats. Això, combinat amb la seva alçada per sobre la vall, la fa molt cridanera. Té una escalada en roca de 600 metres.

## Ascensions
El primer ascens va ser realitzat pels muntanyencs francesos Patrick Cordier i Jacques Maurin el 22 de maig de 1992. La ruta d'aquest ascens puja pel corredor que condueix al coll que separa el Bublimotin de l'Hunza i després segueix per l'aresta nord-est. El corredor està particularment exposat a roques soltes que poden caure. Posteriorment han estat obertes diverses rutes a la cara sud.